# Дробышевский, Вячеслав Иванович
Вячеслав Иванович Дробышевский — советский журналист.

## Биография
Родился в 1913 году в Елизаветграде. Член КПСС.
Окончил ВПШ при ЦК КПСС.
В 1931—1934 гг. — рабочий строительстве Челябинского тракторного завода, затем Магнитогорского металлургического комбината.
В 1934—1940 гг. — сотрудник газеты «Горняк» Магнитогорского рудника, автор публикаций в газете «Магнитогорский рабочий», журнале «За Магнитострой литературы» и других местных изданиях.
В 1940—1941 гг. — литературный сотрудник газеты «Челябинский рабочий».
Участник Великой Отечественной войны: радист, начальник радиостанции 34-го моторизованного топографического отряда.
В 1946—1958 гг. — литсотрудник, разъездной корреспондент, заведующий сельскохозяйственным отделом, заместитель редактора, в 1958—1978 гг. — главный редактор газеты «Челябинский рабочий».
Заслуженный работник культуры РСФСР.
Умер в 1990 году в Челябинске.

## Награды
- Орден Отечественной войны II степени (06.04.1985)
- Орден Трудового Красного Знамени (дважды)
- Орден Знак Почёта (дважды)